# آبشار شیخ علیخان

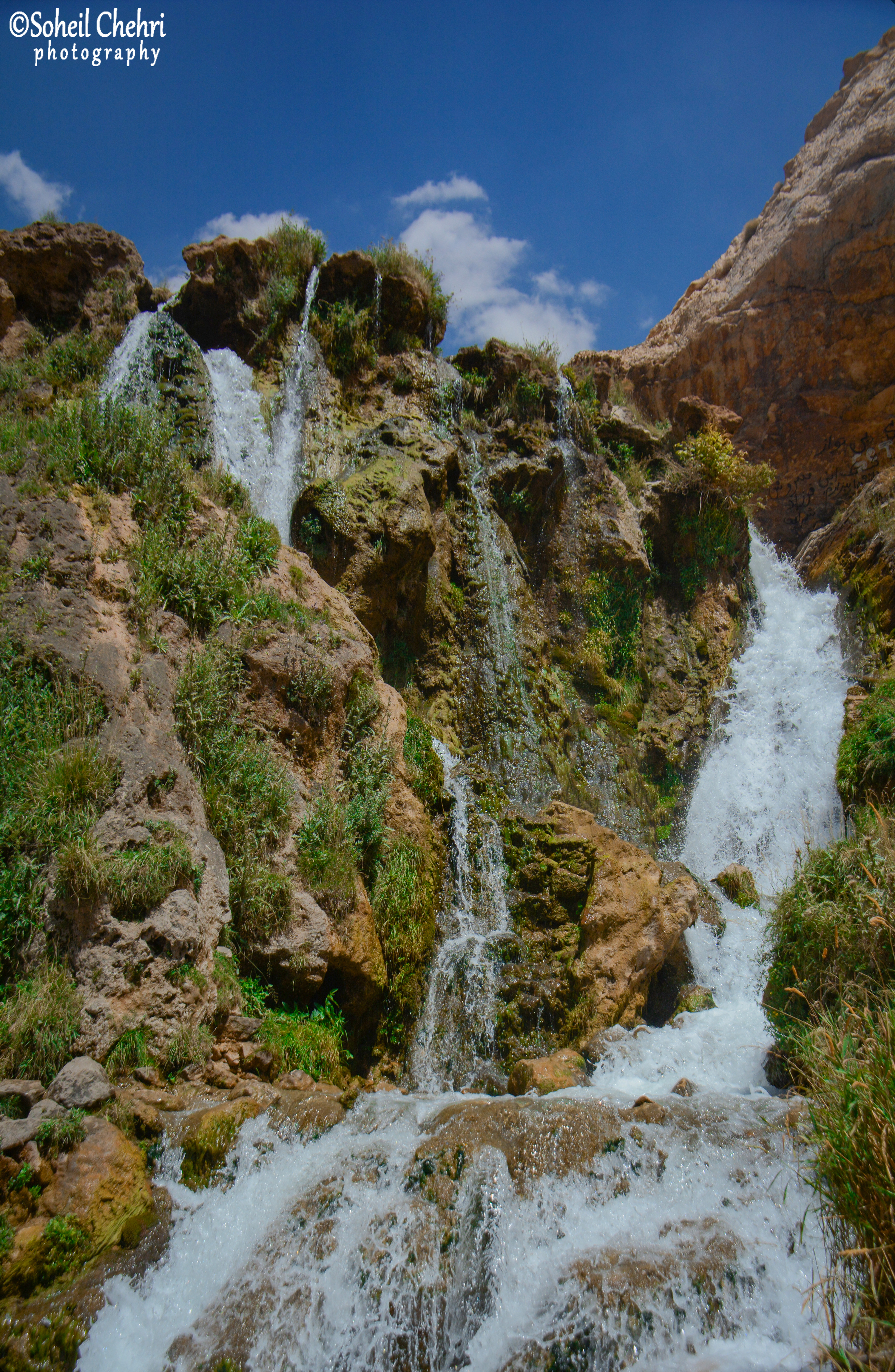
نمایی از آبشار شیخ علیخان

آبشار شیخ علیخان مجاور روستای شیخ علیخان در شهرستان کوهرنگ از توابع استان چهارمحال و بختیاری قرار دارد. این آبشار به آبشار مینیاتوری ایران شهرت دارد.
آب این آبشار، از چشمه های اطراف روستا سرچشمه می گیرد. این آبشار بزرگ، هنوز برای گردشگرانی که برای اولین بار از جاذبه های کوهرنگ بازدید می کنند، ناشناخته مانده است.

## موقعیت
این آبشار از شهر چلگرد، حدود ۵ کیلومتر و از شهرکرد حدود ۹۰کیلومتر فاصله دارد و محور ارتباطی مناسبی دارد. ارتفاع برف در زمستان به طول ۳ متر می رسد و گاهی اوقات مسیر را مسدود می کند.